# Antylogarytm
Uzasadnienie: To synonimy; przykładowo wersja angielska nie rozdziela tych haseł.
Antylogarytm liczby – liczba, której logarytm jest równy danej liczbie. Formalnie: niech {\displaystyle \log _{a}b=c,} gdzie {\displaystyle a,b>0\land a\neq 1.} Antylogarytmem liczby c jest {\displaystyle b=a^{c}}. Innymi słowy antylogarytm to funkcja odwrotna do logarytmicznej – synonim funkcji wykładniczej.
Czasem definicja antylogarytmu jest zawężona do przypadku logarytmu dziesiętnego; wtedy zdarza się też nazwa łacińska numerus logarithmi.